# Morgunblaðið

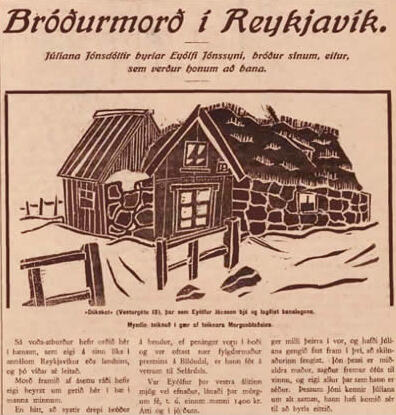
Morgunblaðið, 17 november 1913.

Morgunblaðið är en isländsk dagstidning, grundad av Vilhjálmur Finsen & Olaf Björnsson, bror till Islands förste president Sveinn Björnsson. Den första utgåvan, endast åtta sidor lång, publicerades den 2 november 1913. Sex år senare, år 1919 övertog företaget Árvakur ägarskapet. Tidningen var mycket nära allierad med det konservativa Sjálfstæðisflokkurinn ända fram till slutet av 1980-talet. Numera är den partipolitiskt obunden.
Fram till år 2003 var tidningen en sexdagarstidning; den utkom inte på måndagar. Därefter blev den sjudagarstidning. 
Morgunblaðið är utan konkurrens Islands största dagstidning med över 50 000 dagliga sålda exemplar. Tidningen har en omfattning på 60 till 120 sidor varje dag, en del av det nekrologer för en mycket stor del av de avlidna.